# Borgo metropolitano di Bury
Bury è un borgo metropolitano della Grande Manchester, Inghilterra, Regno Unito, con sede nella città omonima.

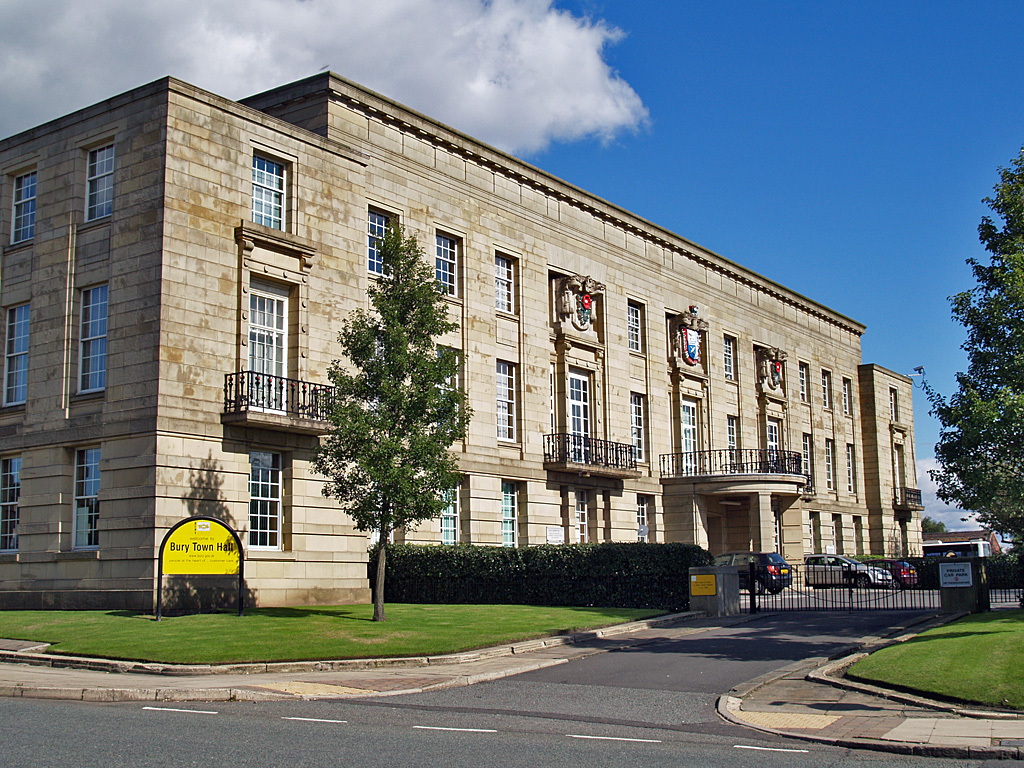
Il municipio

Il distretto fu creato con il Local Government Act 1972, il 1º aprile 1974 dalla fusione del precedente borgo di contea di Bury con i borghi di Prestwich e Radcliffe e i distretti urbani di Tottington e Whitefield e parte di quello di Ramsbottom.

## Località
Il municipio è formato da questi abitati:
- Bury
- Prestwich
- Radcliffe
- Ramsbottom (parte)
- Tottington
- Whitefield